# Hainspitz
Hainspitz là một đô thị thuộc huyện Saale-Holzland, trong bang Thüringen, Đức. Đô thị Hainspitz có diện tích 5,28 km².